# Hortobágy (gmina)
Hortobágy – miejscowość i jednocześnie gmina położona w komitacie Hajdú-Bihar, 36 km na zachód od Debreczyna w powiecie Balmazújváros. Hortobágy jest gminą o największej powierzchni na Węgrzech.

## Historia
Latem 1699 zbudowano karczmę, a miasto Debreczyn powierzyło karczmarzowi również pobór cła. W 1795 wybudowano obok niej stację dla transportu konnego, w której po przebudowie powstał budynek dzisiejszego muzeum pasterstwa. W latach 1827–1833 na podstawie projektu Ferenca Povolnego został wybudowany Most dziewięcioprzęsłowy w Hortobágy, który jest uważany do tej pory za najdłuższy kamienny most drogowy w środkowej Europie. 5 sierpnia 1891 oddano do użytku przecinającą miejscowość linię kolejową, która pobudziła zainteresowanie tym obszarem, a szczególnie odbywającymi się corocznie w lato spotkaniami pasterzy i jarmarkami przy moście.
Obecna miejscowość Hortobágy do 1952 należała terytorialnie do Debreczyna, kiedy to przyłączono ją do Balmazújváros, a następnie w 1962 utworzono samodzielną gminę.

## Demografia
W 2001 roku 98,8% mieszkańców miejscowości określiło swoją narodowość jako węgierską, a 1,2% jako cygańską.

## Infrastruktura
Przez Hortobágy przebiega droga nr 33, a oprócz tego miejscowość posiada własny przystanek na linii kolejowej 108.
W miejscowości znajduje się przedszkole, szkoła podstawowa, internat, jak również szereg kwater prywatnych i hotel. Gmina Hortobágy należy do gmin o najniższej gęstości zaludnienia na Węgrzech.

## Zabytki i atrakcje turystyczne
- Park Narodowy Hortobágy: wpisany na listę światowego dziedzictwa kulturowego ze względu na ochronę specyficznej kultury pasterskiej
- Most dziewięcioprzęsłowy w Hortobágy: najdłuższy kamienny most drogowy na Węgrzech (167,3 m)
- Hortobágyi Hídivásár Hortobadzki jarmark mostowy (20 sierpnia)
- Hortobágyi Vadaspark (Pusztaszafari) Ogród zoologiczny, safari w puszcie, HNPI Dyrekcja Parku Narodowego Hortobágy
- Hortobágyi Nagycsárda Hortobadzka karczma (otworzona w sierpniu 2011)
- Hortobágyi Nemzetközi Lovasnapok Międzynarodowe Hortobadzkie Dni Jeździectwa (pierwszy weekend lipca)
- Hortobágyi Pásztormúzeum Hortobadzkie Muzeum Pasterstwa
- Körszín kézműveskiállítás és bolt Wystawa rzemieślnicza ze sklepem
- Hortobágyi Alkotótábor (Międzynarodowy Plener Plastyczny, od 15 lutego do 15 marca)
- Hortobágy Galéria
- Tourinform iroda Biuro informacji turystycznej (Petőfi tér 13.) oraz HNPI Látogatóközpont Természetrajzi kiállítás Wystawa historii naturalnej w Centrum Turystycznym Dyrekcji Parku Narodowego
- Hortobágyi Kézművesudvar és játszótér Ośrodek rzemieślniczy i plac zabaw dla dzieci (w Centrum Turystycznym Parku Narodowego)
- Millecentenáriumi Kiállítás a Polgármesteri Hivatalban Wystawa Tysiąclecia państwa węgierskiego w Urzędzie Burmistrza
- Pusztai Állatpark Pusztański Zwierzyniec
- Mátai ménes stadnina w Máta
- Hortobágyi Madárkórház Hortobadzki Szpital dla Ptaków
- Hortobágyi Kisvasút - HNPI Hortobadzka kolejka wąskotorowa
- Daruünnep - HNPI Święto żurawi (połowa października)
- Tavaszi télbúcsúztató és tavaszköszöntő kihajtási ünnep Święto pożegnania zimy, powitania wiosny i wypędzania bydła na pastwiska
- Adventi behajtási ünnepség adwentowe święto powrotu z pastwisk
- Hortobágyi Csillagoségboltpark - A gyakorlatilag fényszennyezésmentes égbolt (HNPI) Hortobadzki Park Czystego Nieba - niebo nie zanieczyszczone światłem (Dyrekcja Parku Narodowego)

## Miejscowości partnerskie
- Pressath
- Kazimierz Dolny[4]
- Țețchea

## Galeria

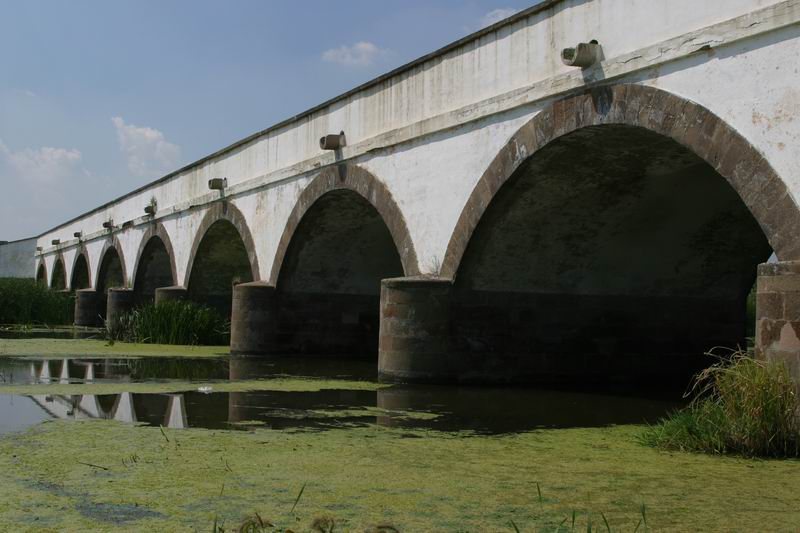
Most dziewięcioprzęsłowy w Hortobágy
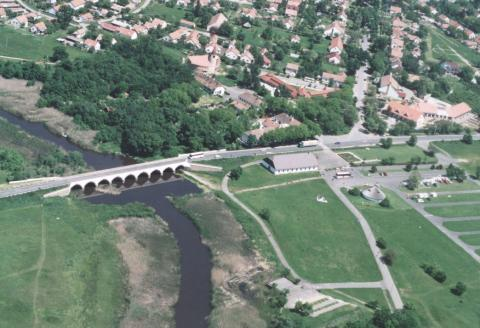
Widok na Hortobágy i most
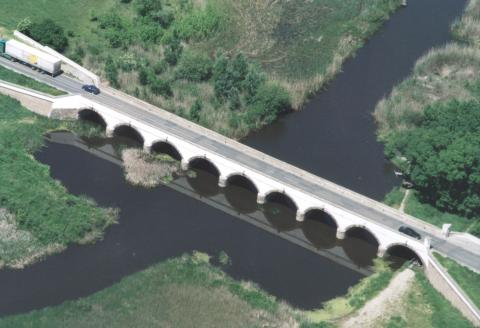
Most w Hortobágy
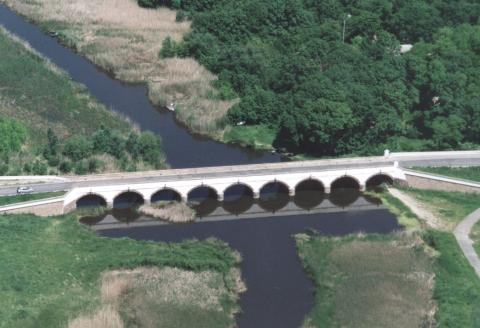
Ujęcie z lotu ptaka mostu